# Joodse Werkdorp Nieuwesluis

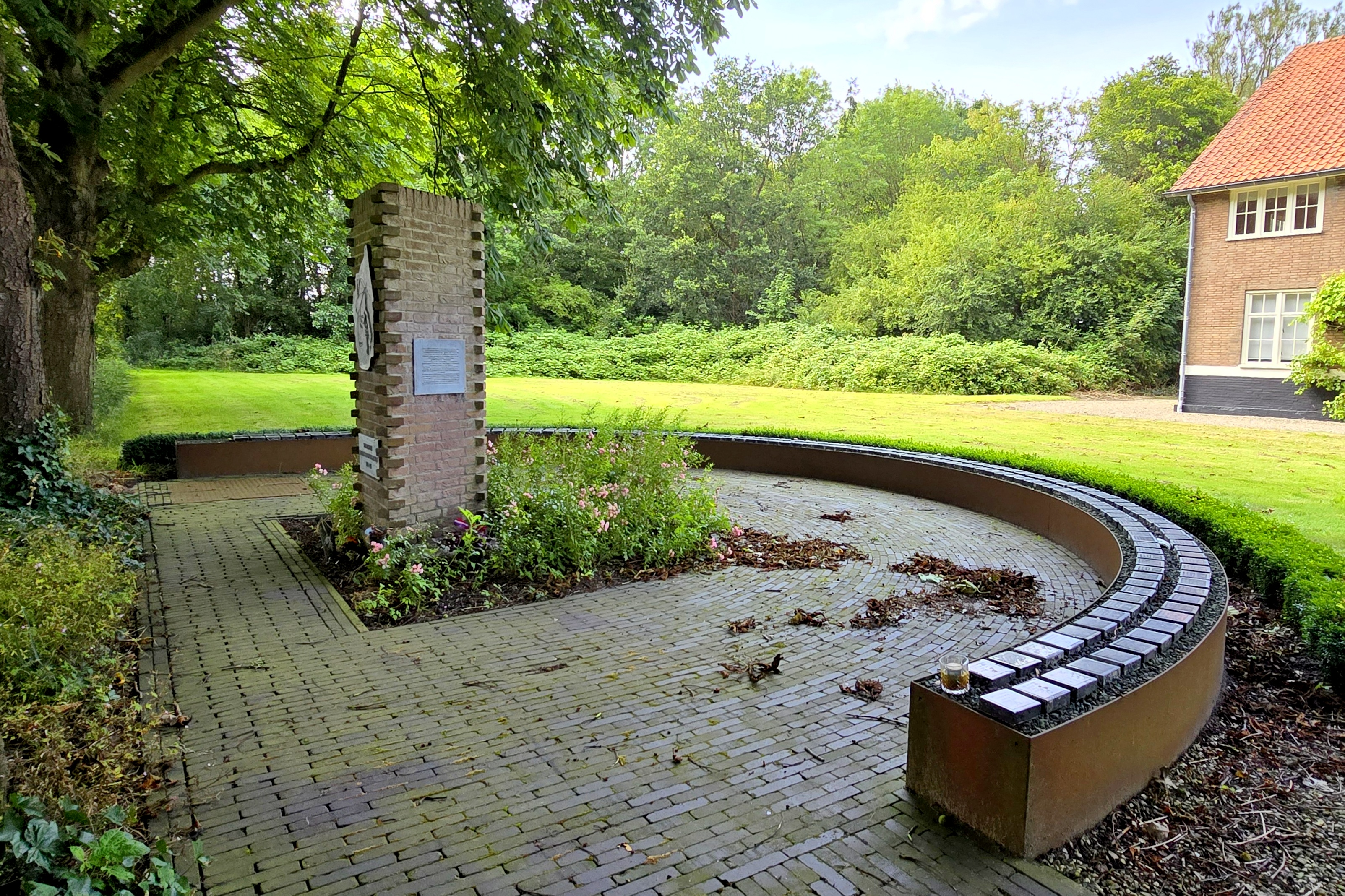
Monument ter herinnering aan het werkdorp

Het Joodse Werkdorp Nieuwesluis was een in de jaren 1930 gesticht Nederlands opleidingscentrum in de Wieringermeerpolder, nabij Slootdorp en tegenover het dorp Nieuwesluis in de naastgelegen polder Wieringerwaard. 
Hier kregen uit Duitsland en Oostenrijk gevluchte (jonge) Joden een agrarische vakopleiding, die ze in staat zou moeten stellen zich te vestigen in Palestina. Daarnaast vestigden zich ook velen in de Verenigde Staten of in Zuid-Amerika.

## Geschiedenis
Het dorp werd in 1934 geopend, en werd beheerd door de Stichting Joodse Arbeid, die kan worden geassocieerd met de Hachsjarah, (Hebreeuws: הַכְשָׁרָה , voorbereiding, namelijk op een boeren- of arbeidersbestaan in Palestina). Het kon zo'n 300 bewoners huisvesten, die een korte (tweejarige) opleiding zouden volgen. Ten noorden van de Nieuwersluizerweg lag het gemeenschapsgebouw met daaromheen de woonbarakken, en ten zuiden lag de Oostwaardhoeve, de 'boerderij'. In totaal hebben 750 tot 900 jongeren hier verbleven. In 1939 maakte de fotograaf Roman Vishniac een fotoserie over het leven in het werkdorp. 
Na de Duitse inval en bezetting in Nederland werd in maart 1941 het dorp ontruimd, op zo'n 60 achterblijvers na. De rest werd naar Amsterdam gestuurd. In juni van dat jaar kregen zij bericht dat ze mochten terugkeren naar het werkdorp. In werkelijkheid werden degenen die niet meteen onderdoken, direct naar Kamp Schoorl overgebracht, en uiteindelijk naar concentratiekamp Mauthausen, waar de meesten van hen zijn omgekomen. 
Uiteindelijk zijn van de laatste groep bewoners (ca. 300) er 181 omgekomen. Zowel bij de ontruiming als bij het later ophalen van de 'werkdorpers' uit Amsterdam was de SS'er Klaus Barbie betrokken, de latere 'slachter van Lyon'.

## Na de oorlog
Na de oorlog kwam het voormalige werkdorp als 'Oostwaardhoeve' in gebruik als proefboerderij bij het Instituut voor Landbouwtechniek en Rationalisatie (ILR). De woonbarakken werden gesloopt, maar het voormalige gemeenschapsgebouw en de Oostwaardhoeve bleven bewaard. 
In 1988 verhuisde de Amsterdamse galerie Art & Project naar het gemeenschapshuis (tot 2001). Bij het gebouw bevindt zich sinds 1989 een monument met plaquette ter herinnering aan het Joodse werkdorp. Het gemeenschapsgebouw is sinds 2002 een rijksmonument.

## Herbestemming
Er zijn enkele  plannen voor herbestemming geweest sinds de galerie van Art en Project er gesloten werd. Hieronder was het plan voor een museum, van kunstverzamelaars Wim en Hella van Schaik, die er niet in slaagden daarvoor voldoende handen op elkaar te krijgen en hun kunstcollectie van bijna duizend kunstwerken vervolgens schonken aan Museum Flehite in Amersfoort.  
In 2013 exposeerden zij in het gemeenschapsgebouw.  Ook in september 2011 werd een tentoonstelling van ongeveer een maand lang in het museum gehouden. Op 23 april 2020 ging de gemeenteraad akkoord met de uitwerking van het plan om achter het Rijksmonument logiesgebouwen te vestigen voor arbeidsmigranten en in het onder architectuur van Paul Bromberg gebouwde hoofdgebouw een herinneringscentrum annex museum te vestigen. 